# Präsidentschaftswahl in Syrien 2007
Eine Volksabstimmung über die Annahme des Präsidentschaftskandidaten Baschar al-Assad wurde in Syrien am 27. Mai 2007 abgehalten, nachdem der Volksrat dafür gestimmt hatte, den Amtsinhaber am 10. Mai 2007 für eine zweite Amtszeit vorzuschlagen.
Gemäß der syrischen Verfassung von 1973 war die Arabisch-Sozialistische Baath-Partei der Führer des Staats und der Gesellschaft, und daher musste der Präsident ein Mitglied der Partei sein. Die Nationale Fortschrittsfront, eine von der Baath-Partei geleitete politische Koalition, nominiert einen Kandidaten im Parlament, dem Volksrat. Der Kandidat muss von mindestens zwei Dritteln der Mitglieder angenommen werden, damit als nächster Schritt eine Volksabstimmung stattfindet, bei dem ein Kandidat mindestens 51 % der Stimmen erhalten muss.

## Ergebnis
Nach Angaben des Innenministers Bassam Abdel Majeed gewann Assad mit 97,62 Prozent der Stimmen. Die Wahl wurde von der Opposition im Exil boykottiert und als manipuliert sowie „Farce“ bezeichnet.
| Option                                              | Stimmen    | Anteil   |
| --------------------------------------------------- | ---------- | -------- |
| Ja                                                  | 11.199.445 | 97,62 %  |
| Nein                                                | 19.653     | 0,17 %   |
| Ungültig                                            | 253.059    | 2,21 %   |
| Gesamt (Wahlbeteiligung 95,86 %, 11.967.611 Wähler) | 11.472.157 | 100,00 % |
| Quelle:                                             |            |          |